# Phymata crassipes
Phymata crassipes är en insektsart som först beskrevs av Fabricius 1775.  Phymata crassipes ingår i släktet Phymata och familjen rovskinnbaggar. Inga underarter finns listade i Catalogue of Life.

## Bildgalleri

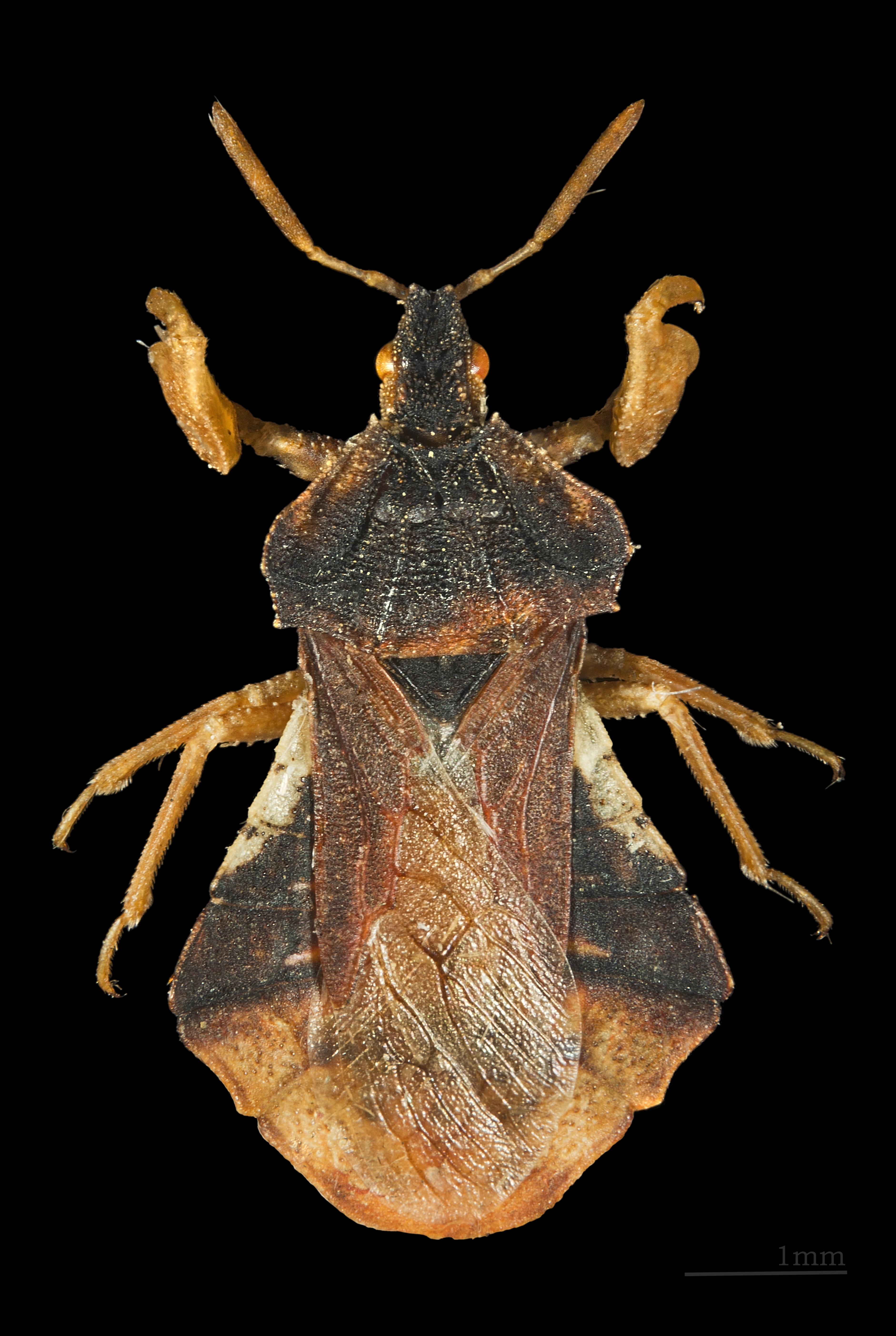
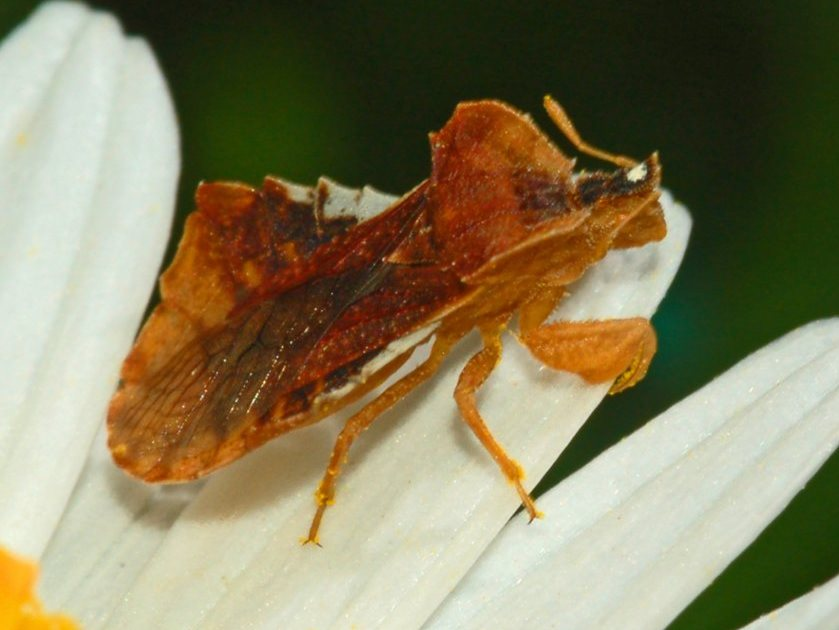
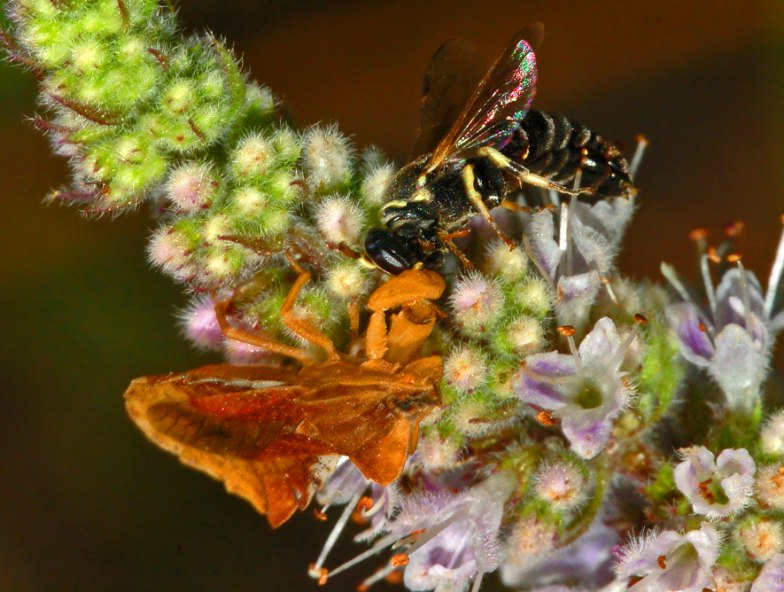